# 흑러시아

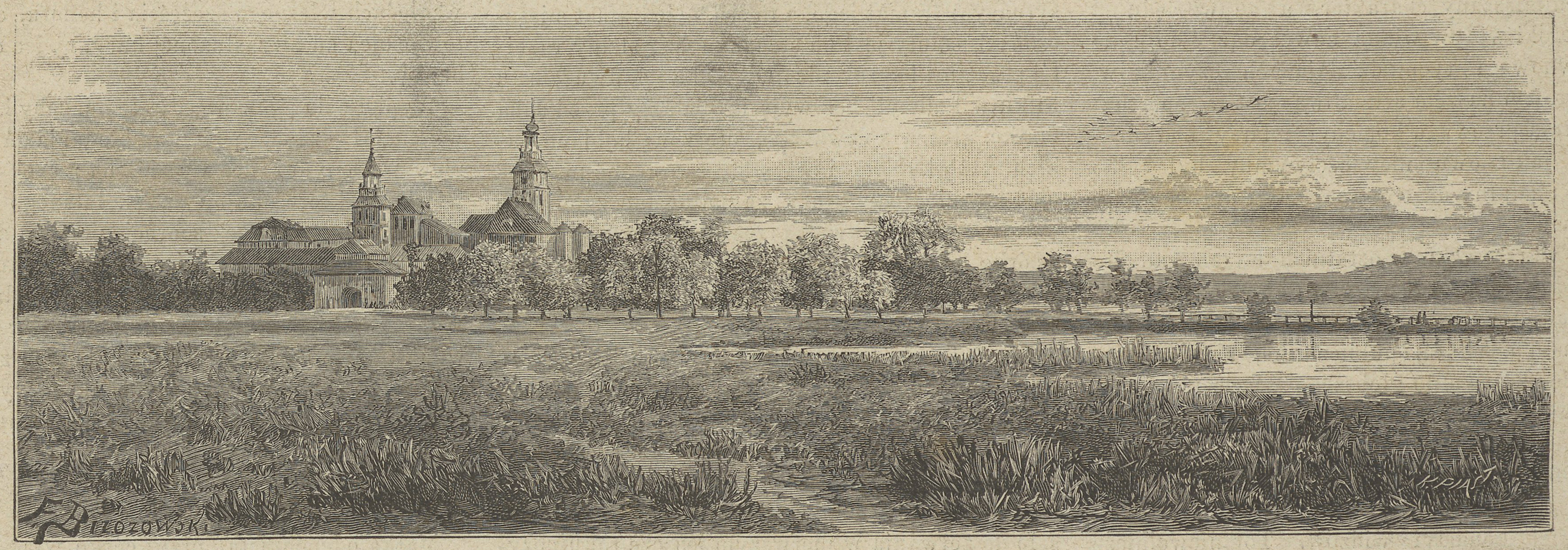

흑러시아(라틴어: Ruthenia Nigra 루테니아 니그라[*]; Russia Nigra 루시아 니그라[*], 벤다어: Чорная Русь 초르나야 루스, 리투아니아어: Juodoji Rusia, 폴란드어: Ruś Czarna, 프랑스어: Russie Noire, 영어: Black Russia)는 네만강 상류지역을 가리키는 지명이다. 일대에 주요 도시로 나바흐루다크・흐로드나・슬로님・바우카이스크・비아위스토크가 있다. 고대에는 발트족 계열의 요트빙기인이 살았고, "흑러시아"라는 이름은 비교적 최근에야 등장했다. 이 일대 주민은 "흑러시아인"이라고 불렀던 적이 없었다.
키예프 루스가 망해버린 뒤의 그 고토(루테니아)를 구분해 부르는 것은 14-17세기 중서유럽 역사가들이 처음 했던 일이다.  1360년경 하인리히 폰 뮈겔른이 오늘날의 우크라이나 일대를 흑러시아와 적러시아로 나누어 불렀다. 일부 연구자들은 이렇게 색깔로 나누어 부르는 것이 몽골족 침략자들로부터 오방색 개념의 영향을 받은 것이라는 가설을 제기하기도 한다.
16세기에 흑러시아, 백러시아, 적러시아는 각각 모스크바 대공국, 리투아니아 대공국, 그리고 리투아니아가 잡고 있다가 루블린 연합 때 폴란드 왕국에 넘겨준 지역을 각각 가리키는 의미로 사용되었다.
1813년에 쓰인 존 뱅크스(John Bancks)의 책에서는 러시아 제국의 칼루가현・모스크바현・툴라현・랴잔현・블라디미르현・야로슬라블현이 흑러시아에 해당한다고 썼다. =한편, 19세기 말엽에 알프레드 니콜라 랑보는 리투아니아 땅이었던 그로드노・나바흐루다크・비아위스토크가 흑러시아라고 불린다고 했다.

## 같이 보기
- 루테니아
- 적러시아
- 백러시아
- 자카르파탸